# Mercedes-Benz O 303

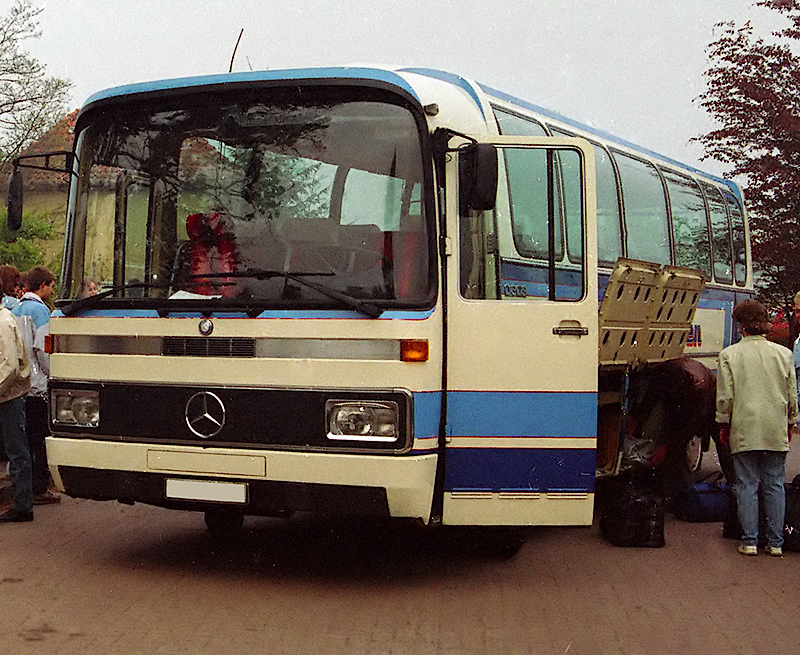
Mercedes O 303 10-R dans un look plus ancien avec un cadre chromé a l’avant

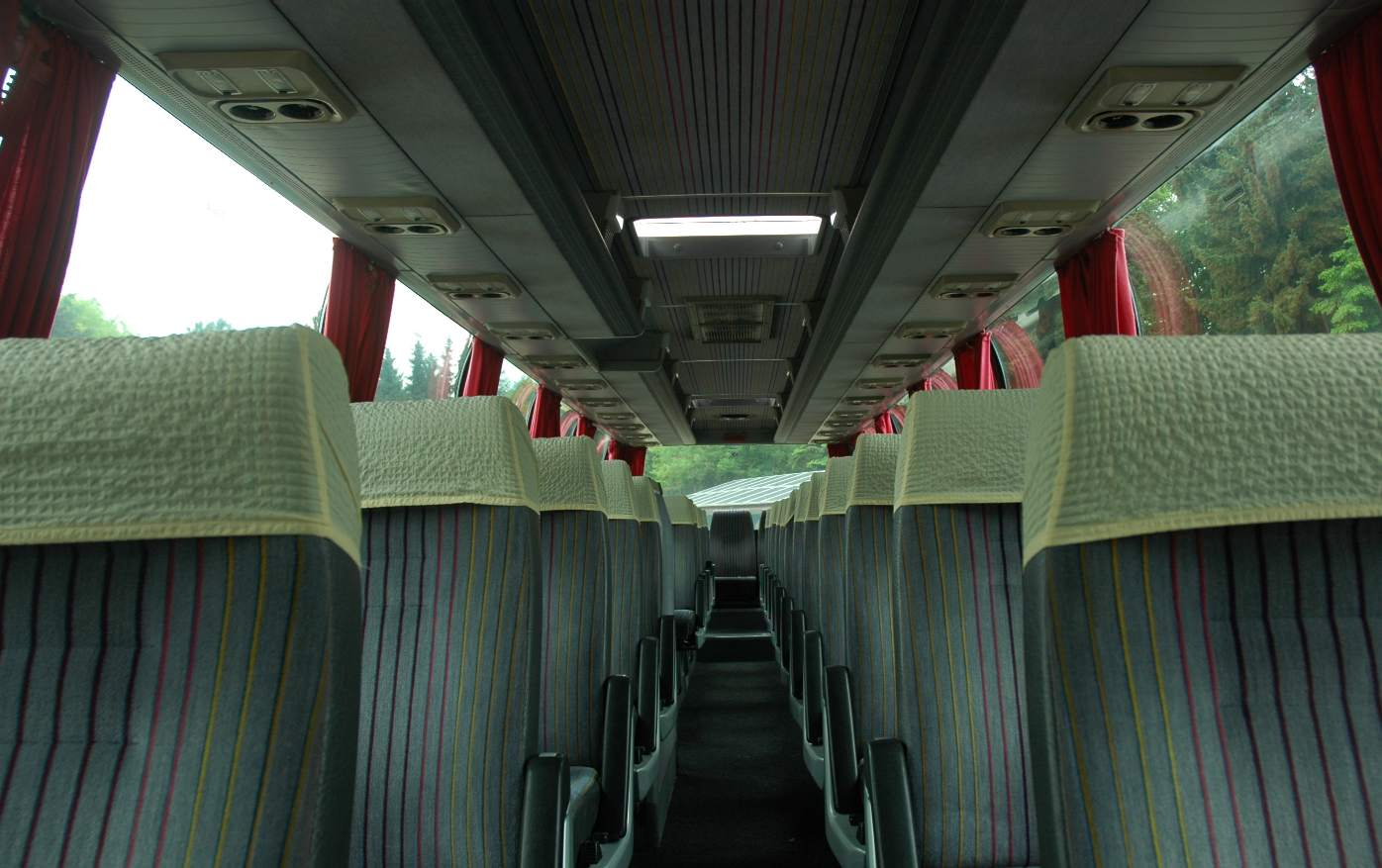
Habitacle d’un O 303 15-RHD

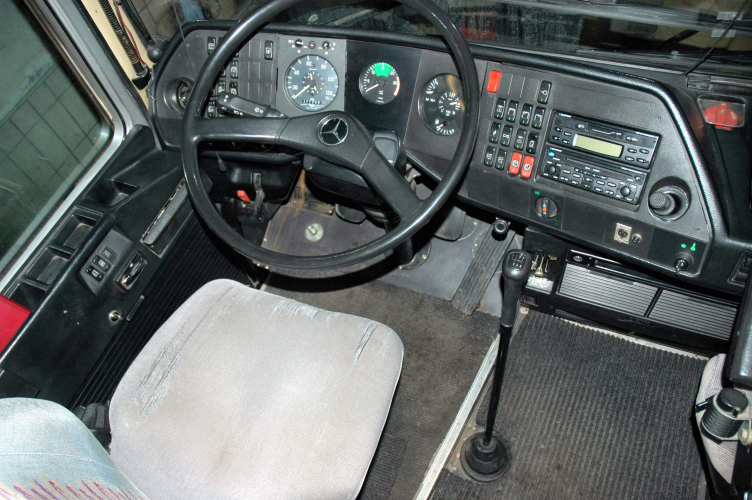
Siège conducteur d’un O 303 (à partir de 1982)

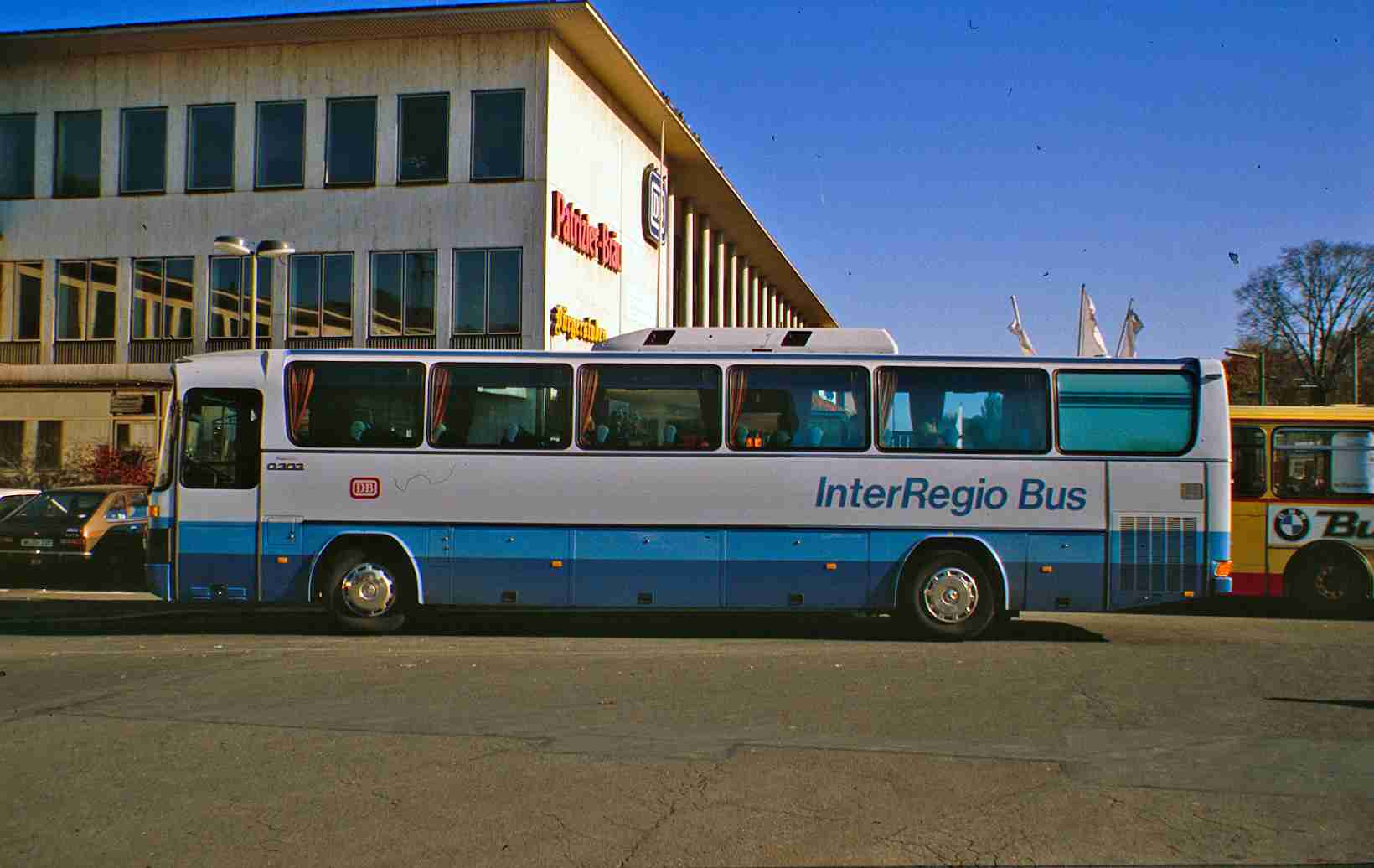
Bus InterRegio de la Deutsche Bundesbahn à Würzburg, 1988

Le Mercedes-Benz O 303 était un autocar de Daimler-Benz AG dans les années 1970 et 1980.
En 1974, Mercedes-Benz a présenté au Mondial de l’Automobile de Paris la nouvelle gamme d’autobus O 303, dont le design, conforme au goût contemporain, était beaucoup plus fluide que celui de son prédécesseur, l’O 302, cependant, visuellement, il était étroitement basé sur ce modèle très réussi et représentait également son développement technique. Cependant, pour la première fois, la construction du cadre a été réalisée à l’aide de calculs informatiques, de sorte que la construction de l’O 303 représente un développement indépendant au lieu d’une mise à jour de modèle.
L’O 303 a été encore plus clairement principalement conçu en tant qu’autocar que son prédécesseur, mais parmi les nombreuses versions différentes du nouveau système modulaire, il y avait également des autobus réguliers, des autobus compacts pour les services réguliers et occasionnels ainsi que divers autocars avec un équipement plus simple jusqu’à des autocars longue distance à étage élevé, qui n’ont cependant été proposé qu’en 1979. Cependant, il n’existait pas de variante de transport urbain comme l’O 302, avec une porte avant de grande largeur et des vitrages latéraux bas au lieu des fenêtres panoramiques surélevées de l’O 303, car les modèles d’autobus standards, les Mercedes O 305 et O 307, étaient proposés pour ces objectifs depuis le début des années 1970. L’O 307 était également disponible avec, en option, des sièges d’excursion et des coffres, de sorte qu’il y avait deux modèles compact avec l’O 303 ÜHP/ÜHE.
Techniquement et aussi visuellement dans une certaine mesure, l’O 303 était clairement le développement ultérieur de l’O 302. Il disposait d’essieux rigides et de frein à tambour pendant toute sa période de construction. D’autre part, l’O 303 a reçu de nouveaux moteur Diesel V6 et V8, ainsi qu’un V10 de 235 kW/320 ch jusqu’à l’introduction du modèle à étage élevé et de la mise à jour du modèle de camion parallèle, le « NG 80 ». Dès le départ, l’O 303 était doté d’une suspension pneumatique, qui compensait le manque de confort des essieux rigides. Des transmissions automatiques et, pendant une longue période de production à partir de 1981, le nouveau système anti-blocage des roues étaient disponibles en option. À partir de 1985, un changement de vitesse électropneumatique semi-automatique était proposé en option (les boîtes de vitesses manuelles à six rapports étaient courantes), ce qui signifiait que l’O 303 était au moins partiellement révolutionnaire malgré les freins à tambour et les essieux rigides. Dans les premières années, tous les O 303 avaient des pare-brise divisés verticalement au milieu, un attribut courant à l’époque, qui donnait à la carrosserie une plus grande rigidité grâce à la barre centrale et, qui en cas de fissure de la vitre, ne nécessitent pas un remplacement sur toute la largeur du véhicule, mais uniquement sur le côté concerné. Depuis 1979, un pare-brise continu d’une seule pièce est proposé en option pour les modèles O 303 normaux; il n’était disponible que pour les autocars de tourisme à ailes hautes avec un pare-brise plus haut en conséquence.
Le seul grand lifting visuel a lieu en 1982, la face avant est désormais partiellement réalisée en plastique et les « contours » chromées autour des phares et du panneau de radiateur sont supprimés; ils forment désormais une unité avec le pare-chocs. Dans l’habitacle, les porte-bagages supérieurs ont été modifiés, désormais fermés en bas et dotés d’une bande de poignée continue, auparavant interrompue par les haut-parleurs emboutis. De plus, le tableau de bord a été entièrement repensé. Sur demande, des encadrements de fenêtres noirs étaient disponibles à l’extérieur, ce qui faisait apparaître les fenêtres latérales avec une bande fermée.
L’O 303 était proposé dans de nombreuses versions différentes avec 9, 10, 11, 13, 14 et 15 rangées de sièges, chacune avec une carrosserie en six longueurs différentes. Le nombre de rangées de sièges faisait partie de la désignation du type. Avec tous les sièges au complet (y compris les chaises pliantes en face de la porte arrière des versions compact et les toilettes étant omises), jusqu’à 55 places étaient proposées. Le nombre de sièges pouvait varier au sein d’une longueur de véhicule, par le choix de différents modèles de sièges, mais également en fonction des distances minimales entre les sièges exigées par des organismes de classification tels que la Gütegemeinschaft Buskomfort e.V. (GBK), si la compagnie de bus faisait classer l’autobus en étoiles à sa propre demande. Les distinctions selon le type de construction et d’utilisation étaient faites à l’aide d’autres abréviations de lettres telles que KHP-L, KHP-A, R, RH, RHS, RHD, après la mise à jour du modèle en 1982, un K signifiait autobus compact (Kombibus en Allemand) (ce modèle était utilisé pour les excursions ou les services réguliers) et R pour autocar (Reisebus en Allemand).
De l’autocar O 303 9-R a 9 rangées au grand format standard de 15 rangées, différentes dispositions de sièges et caractéristiques de confort étaient proposées; Pour l’autobus compact en utilisation régulière, des boîtes de signalisation étaient montées au-dessus du pare-brise ainsi qu’au-dessus des doubles larges portes battantes vers l’extérieur de l’avant et du milieu et il y avait un plancher d’habitacle bas et une entrée pas inutilement haute pour les services réguliers. De plus, dans cette variante, les sièges opposés à la porte centrale étaient fixés sur des plates-formes amovibles afin de créer un espace pour les poussettes ou une place debout supplémentaire si nécessaire. Une poignée continue sous le plafond permettait d’homologuer le véhicule pour un service régulier avec place debout. Les autocars normaux, avec une carrosserie plus haute et donc de grands coffres sous l’habitacle, avaient de simples portes battantes vers l’extérieure montant jusqu’au bord du toit (il y avait généralement une étroite fenêtre panoramique au-dessus de la porte arrière), les autocars de tourisme à ceinture de caisse plus haute peuvent être reconnus par une porte arrière en tôle pleine, qui se trouve en dessous de la hauteur totale de la ceinture de caisse sous les extrémités des fenêtres. Tous les véhicules étaient généralement équipés d’un radiateur soufflant et des systèmes de climatisation supplémentaires de fabricants tiers (par exemple Behr, Konvekta) étaient disponibles moyennant des frais supplémentaires.
Au cours des premières années de production, les portes à deux vantaux étaient la norme; après le lifting du modèle en 1982, les portes étaient pour la plupart à un seul vantail. Pour tous les modèles équipés d’une porte arrière dite de simple largeur, vous pouviez choisir entre une porte centrale devant ou derrière l’essieu moteur. La plupart des modèles étaient également disponibles avec ou sans porte conducteur. Les modèles d’exportation avec conduite à droite et portes passagers sur le côté gauche ont reçu une porte de sortie de secours requise sur le côté droit pour le Royaume-Uni, dont le bord inférieur affleurait le plancher de l’habitacle. La Bundeswehr a reçu un grand nombre d’autobus d’une série de modèle dotés d’une large double porte rotative pliante en quatre parties au milieu et de simples banquettes en cuir synthétique de la gamme O 305. Ces véhicules ont également été simplifiés à l’extérieur; Les enjoliveurs chromés ont été supprimés, la ventilation de l’habitacle a été simplifiée et le déflecteur d’air au-dessus de la lunette arrière a également disparu. Un attribut qui caractérisait également des versions de la gamme jusqu’en 1982. Il y avait des autobus pénitentiaires spéciaux avec des cellules fermées et des fenêtres étroites pour le transfert des prisonniers. Il existait des versions avec une porte d’entrée pour les prisonniers directement derrière l’essieu avant. Dans ce cas, la porte avant côté passager était conçue comme une simple porte tournante à commande manuelle et elle n’était utilisée que pour l’entrée du personnel accompagnant.
Les moteurs en V étaient généralement proposés en V6, V8 et initialement également en V10, qui étaient également utilisés en parallèle dans les camions Mercedes-Benz de la gamme NG. La motorisation commençait avec 140 kW/190 ch et se terminait dans un premier temps avec le moteur de série le plus puissant de l’époque, l’OM 403 de 235 kW/320 ch (V10), qui a été éliminé avec le lifting du NG80 et remplacé par l’OM 402 A, un V8 de 243 kW/330 ch. Alors que les moteur atmosphériques étaient principalement proposés avant le lifting, ce sont ensuite principalement des moteurs turbocompressés qui ont atteint 354 ch au cours des dernières années de production.
En 1992, l’O 303 a été remplacé par le nouveau O 404. Les installations de production de l’O 303 ont ensuite été vendues à la Russie, où le modèle a continué à être construit pendant encore quelques années. En Turquie, où l’O 303 était également fabriqué, avec une carrosserie différente, l’O 340 est apparu en 1992 en tant qu’évolution visuellement reconnaissable de l’ancien modèle. À ce jour, l’O 303 est considéré comme l’autogar le plus performant au monde, avec 38 085 véhicules construits. Mais cela inclut également dans une large mesure les châssis destinés aux carrossiers. L’un d’eux était Steyr Daimler Puch avec plus de 1 000 autobus interurbains SML 14H 256. L’O 303 était également fabriqué sous licence sous le même nom par Hyundai.

## Aperçu des modèles
- O 303-9 : 9 Lignes(Empattement 4 150 mm)
- O 303-10 : 10 Lignes(Empattement 4 521 mm)
- O 303-11 : 11 Lignes(Empattement 5 083 mm)
- O 303-12 : 12 Lignes(Empattement 5 083 mm)
- O 303-13 : 13 Lignes(Empattement 5 381 mm)
- O 303-14 : 14 Lignes(Empattement 5 623 mm)
- O 303-15 : 15 Lignes(Empattement 6 330 mm)

## Production O 303
| Année                               | 1974 |  | Chiffres de production à la fin de 1984 |  | Chiffres de production à la fin de 1992 | 1993 | total                                |
| ----------------------------------- | ---- |  | --------------------------------------- |  | --------------------------------------- | ---- | ------------------------------------ |
| O 303                               |      |  | 15997                                   |  | 25778                                   | 0    | 25778                                |
| O 303 Châssis                       |      |  | 7836                                    |  | 11977                                   | 330  | 12307                                |
| O 303 CKD pour Pays-Bas (1978-1979) |      |  | (59)                                    |  |                                         |      | Inclus dans la production de châssis |
| O 303 CKD pour Finlande (1980-1983) |      |  | (75)                                    |  |                                         |      | Inclus dans la production de châssis |
| Somme                               |      |  |                                         |  |                                         |      | 38085                                |